# Изумруд (посёлок)
Изумру́д — посёлок в Малышевском муниципальном округе Свердловской области России. С 1933 по 2004 год имел статус рабочего посёлка (посёлка городского типа).

## Топоним
Первоначальное название (1832) поселения — Изумрудные Копи.
В сентябре 1927 года Троицкий изумрудный прииск преобразован в посёлок Первомайский. В 1933 году Первомайский получил статус рабочего посёлка и название Изумруд.

## География
Посёлок Изумруд расположен южнее посёлка городского типа Малышева (расстояние между центрами посёлков — 3 километра), на левом берегу реки Большой Рефт между верховьями левых притоков — Старки и Сретенского.

## История
В 1831 году в окрестностях был основан Сретенский прииск по добыче первых российских изумрудов, который впоследствии будет известен как Изумрудные копи Урала. 
Сам посёлок возник 29 мая (11 июня) 1832 года, как Троицкий изумрудный прииск. В 1836 году Троицкий изумрудный прииск переименован в Старский. В 1905—1906 годах Троицкий прииск становится главным населенным пунктом изумрудных копей Урала.  В 1964 году центр изумрудных копей (и органы советской власти) был перенесён из Изумруда в посёлок имени Малышева. В 1996 году посёлок Изумруд вошёл в состав муниципального образования р.п. Малышева.
31 декабря 2004 года Изумруд преобразован в сельский населённый пункт.

## Население
| 1959   | 1970  | 1979  | 1989  | 2002  | 2010  |
| ------ | ----- | ----- | ----- | ----- | ----- |
| 12 538 | ↘2626 | ↗2982 | ↘2305 | ↘1329 | ↗1440 |

## Известные уроженцы, жители
В посёлке Изумруд многие годы трудился Михаил Абрамович Энгельштейн (1906—1951), советский физикохимик и радиохимик. Лауреат Сталинской премии 3-й степени (1950).  Похоронен в посёлке.